# Manuela M. Veloso
Manuela Maria Veloso (née le 12 août 1957) est directrice de J.P. Morgan AI Research et professeur de à l'École d'informatique de l'université Carnegie-Mellon avec la chaire dédiée à Herbert A. Simon, où elle est auparavant chef du département d'apprentissage automatique. Elle est présidente de l'Association for the Advancement of Artificial Intelligence (AAAI) jusqu'en 2014 et cofondatrice, outre qu'ancienne présidente, de la RoboCup Federation. Elle est une experte  en intelligence artificielle et en robotique reconnue internationalement.

## Études
Manuela Veloso reçoit sa Licenciatura en 1980 et son diplôme de Master of Science en génie électrique en 1984 à l'Instituto Superior Técnico de Lisbonne. Elle fréquente ensuite l'université de Boston et obtient une maîtrise ès arts en informatique en 1986[réf. nécessaire]. Elle part ensuite à l'université Carnegie-Mellon, où elle soutient un doctorat en informatique en 1992. Sa thèse Learning by Analogical Reasoning in General Purpose Problem Solving est supervisée par Jaime Carbonell. 

## Carrière
Peu de temps après avoir obtenu le doctorat, Manuela Veloso rejoint la Carnegie Mellon School of Computer Science en tant que assistant professor. Elle devient associate professor en 1997 et full professor en 2002. Veloso passe l'année universitaire 1999-2000 en tant que professeur invité au Massachusetts Institute of Technology, elle est Radcliffe Fellow du Radcliffe Institute for Advanced Study, Harvard University pour l'année universitaire 2006-2007 et professeur invité au Center for Urban Science et Progress (CUSP) à l'université de New York pour l'année universitaire 2013-2014. Elle devient en 2009 lauréate du prix ACM/SIGART Autonomous Agents Research Award. Elle écrit ensuite un livre sur la planification par raisonnement analogique. En 2015, Veloso a 32 doctorants qui ont soutenu leur thèse avec elle. Elle a été nommée chef du département d'apprentissage automatique de Carnegie Mellon (Machine Learning Department) en 2016.
Veloso décrit ses objectifs de recherche comme «la réalisation efficace d'agents autonomes où la cognition, la perception et l'action sont combinées pour aborder des tâches de planification, d'exécution et d'apprentissage». Veloso et ses étudiants développent une grande variété de robots autonomes, ce qui inclut aussi, comme principale application, des équipes de robots de football et des robots de service mobiles. Ses équipes robotiques de football sont plusieurs fois champions du monde à la RoboCup, et les robots mobiles CoBot développés par son groupe naviguent de manière autonome sur plus de 1 000 km dans les bâtiments universitaires. Dans une interview de novembre 2016, Veloso discute de la responsabilité éthique inhérente au développement de systèmes autonomes et exprime son optimisme quant à l'utilisation de la technologie pour le bien de l'humanité.

### Récompenses et Honneurs
- National Science Foundation CAREER Award  en 1995.
- Médaille Allen Newell pour l'excellence en recherche en 1997.
- Fellow AAAI en 2003.
- Radcliffe Fellow au Radcliffe Institute for Advanced Study, université Harvard en 2006/2007,
- Fellow de l'Institute of Electrical and Electronics Engineers (IEEE) en 2010.
- Fellow de l'Association américaine pour l'avancement des sciences (AAAS) en 2010.
- ACM/SIGART Autonomous Agents Research Award[3] em 2009.
- Einstein Chair Professor, Chinese Academy of Sciences[10] en 2012.
- Fellow ACM, pour ses «contributions au domaine de l'intelligence artificielle, en particulier dans la planification, l'apprentissage, les systèmes multi-agents et la robotique»[11] en 2016.